# Oude kerk van Petäjävesi
De Oude kerk van Petäjävesi (Fins: Petäjäveden vanha kirkko) is een houten kerk in Petäjävesi in Finland. De kerk werd gebouwd tussen 1763 en 1765, terwijl de bijhorende klokkentoren uit 1821 stamt. In 1994 werd de kerk aan de Werelderfgoedlijst van de UNESCO toegevoegd.

## Constructie
Oorspronkelijk werd de kerk gebouwd als onderdeel van de kapelregio van Jämsä. In 1728 werd echter aan de inwoners van Petäjävesi toestemming gegeven een kerkhof en een kleine kerk te bouwen, omdat Jämsä zo ver weg lag. De bouw liet echter nog tientallen jaren op zich wachten. In 1763 werd het project dan toch gestart en de kerk werd geplaatst op een schiereilandje aan westelijke oever van de zeestraat tussen Jämsävesi en Petäjävesi. Een dergelijke plaats was gebruikelijk voor plattelandskerken. De locatie werd gekozen opdat mensen met de boot (in de zomer) of over het ijs (in de winter) naar de kerk konden gaan. Het ontwerp voor de kerk is van de hand van Jaakko Klementinpoika Leppänen, die ook verschillende andere Finse kerken bouwde. De kerk is gebouwd in de vorm van een symmetrisch kruis, met een lengte van 17 meter voor elke arm. De breedte van een arm binnen in de kerk is ongeveer 7 meter. De bouwtechniek was dezelfde als de meeste andere kerken uit die tijd: een houten structuur met gewelfd plafond. In 1821 werden de ramen vergroot en werd de klokkentoren gebouwd door de kleinzoon van Jaakko, Erkki Leppänen. De klokkentoren werd aan de westzijde met de kerk verbonden om zo een geheel te vormen.

## Architectuur
Het gebruik van een symmetrisch kruis als vorm voor een kerk werd in Scandinavië voor het eerst toegepast op het einde van de 17e eeuw. De structuur is gebaseerd op die van een Romaanse kerk, terwijl het steile dak en de hoogte van de kerk overgenomen zijn van de Gotische stijl. Het dak is het hoogst in het midden van de kerk, en het plafond resulteert in een achthoekige koepel. Het plafond van de kerk is bedekt met panelen die doen denken aan gemetselde bogen en de panelen zijn "beschilderd" met rode aarde. Voor de rest zijn er geen wanddecoraties in de kerk.

## Van vergetelheid naar Werelderfgoed
De kerk raakte in onbruik nadat er in 1879 een nieuwe kerk in het centrum van Petäjävesi gebouwd werd. Voor tientallen jaren werd er niet meer naar de oude kerk omgekeken en verslechterde zijn conditie. Alleen de klokkentoren en het kerkhof werden nog gebruikt. In de jaren '20 kwam er echter een Oostenrijks kunsthistoricus, Josef Strzygowski, die de kerk naar zijn originele waarde schatte. Sinds 1929 zijn er verschillende renovaties geweest en in 1994 werd de kerk door UNESCO aan de Werelderfgoedlijst toegevoegd vanwege "een goede voorstelling van de lutherse kerk in Scandinavië, houtarchitectuur en het vermengen van Romaanse en Gotische stijlen".

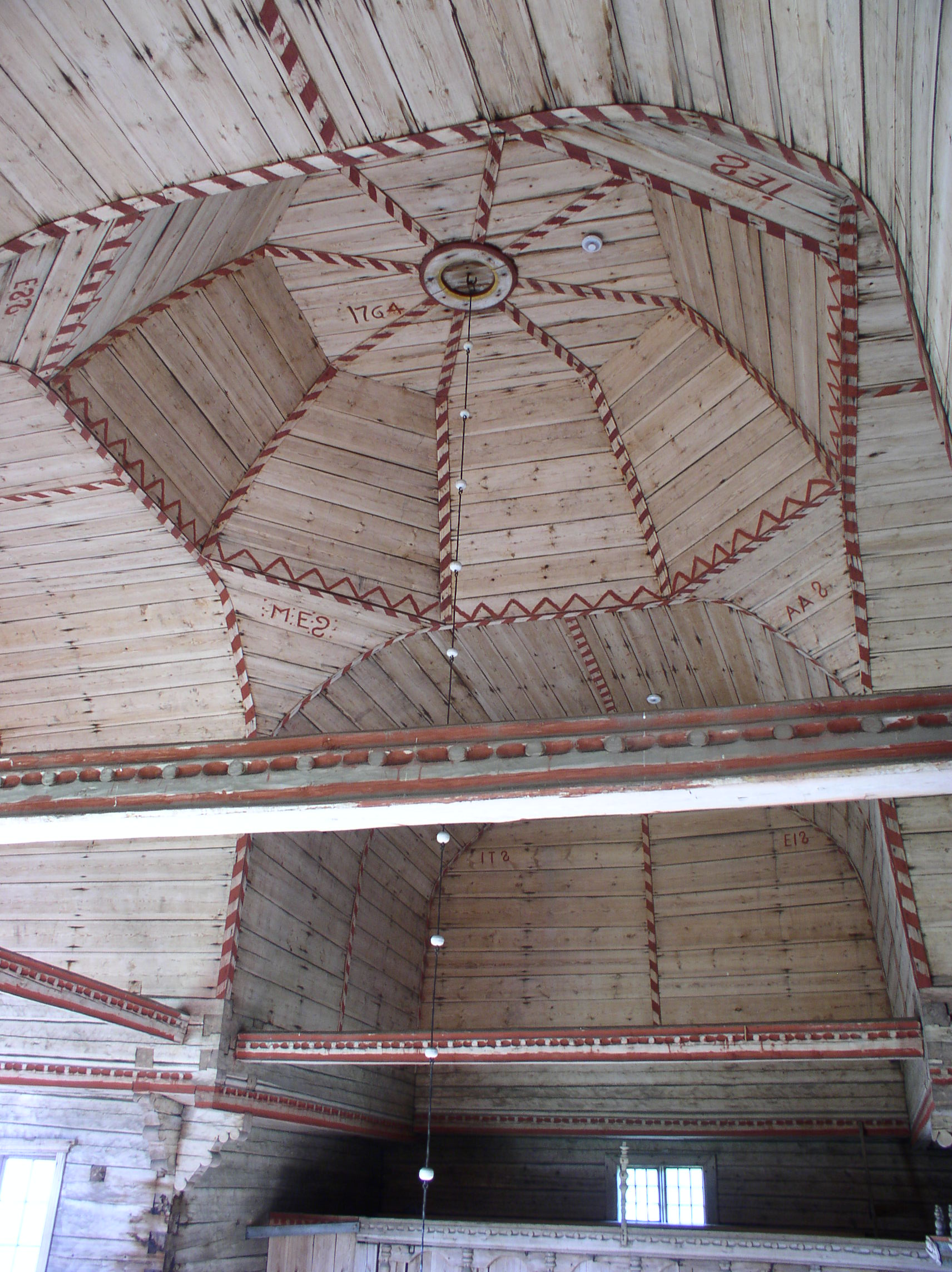
Plafond
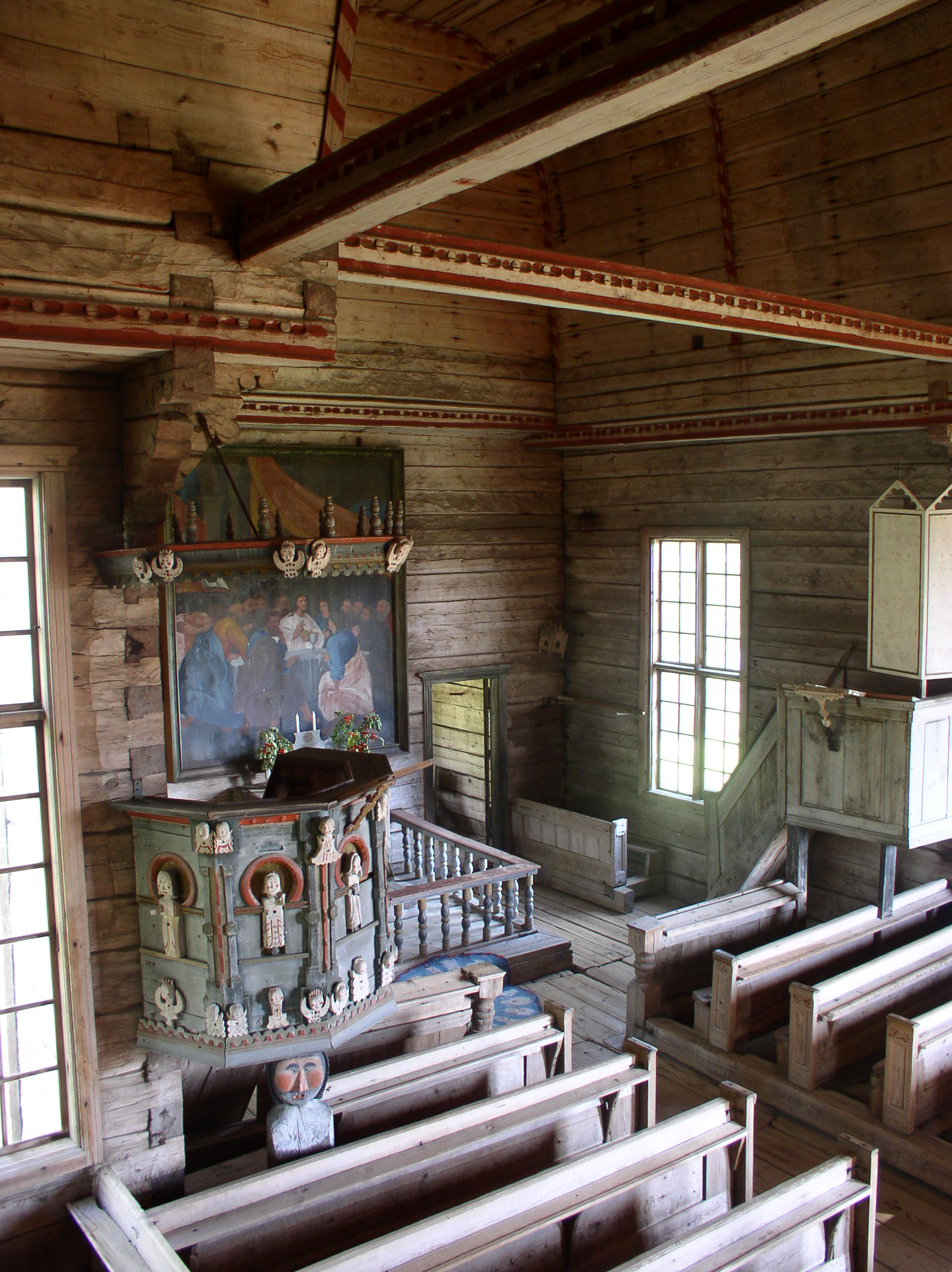
Interieur